# Alt-Alsdorf
Alt-Alsdorf ist eine Wüstung nahe der Ortsgemeinde Alsdorf, im Eifelkreis Bitburg-Prüm in Rheinland-Pfalz.

## Geographische Lage
Die Wüstung Alt-Alsdorf liegt knapp 1 km nordwestlich des heutigen Alsdorf, dicht westlich der Nims an einem Hang. Westlich der Wüstung schließt sich ein ausgedehntes Waldgebiet an.

## Beschreibung
Der Ort Alt-Alsdorf bestand grob in der Zeit zwischen 1500 und 1700. Es wird angenommen, dass die Siedlung im Zuge der Pest aufgegeben wurde.
In Folge von Drainage-Arbeiten wurden auf einer Fläche von etwa 1 ha typische Streufunde gemacht. Gefunden wurden Mauerreste sowie Hausteine mit Wasserrillen. Hierbei könnte es sich um Traufsteine gehandelt haben. Zudem wurde eine Tonleitung entdeckt, die aus Richtung des Waldgebietes in die Siedlung führte. Inmitten der Siedlungsstelle konnte ein Laufbrunnen ausgemacht werden.
Im Bereich der Wüstung wurden ferner auch Überreste aus römischer Zeit gefunden. Hierzu zählt eine gut erhaltene Amphore.